# Ariel (automerk)

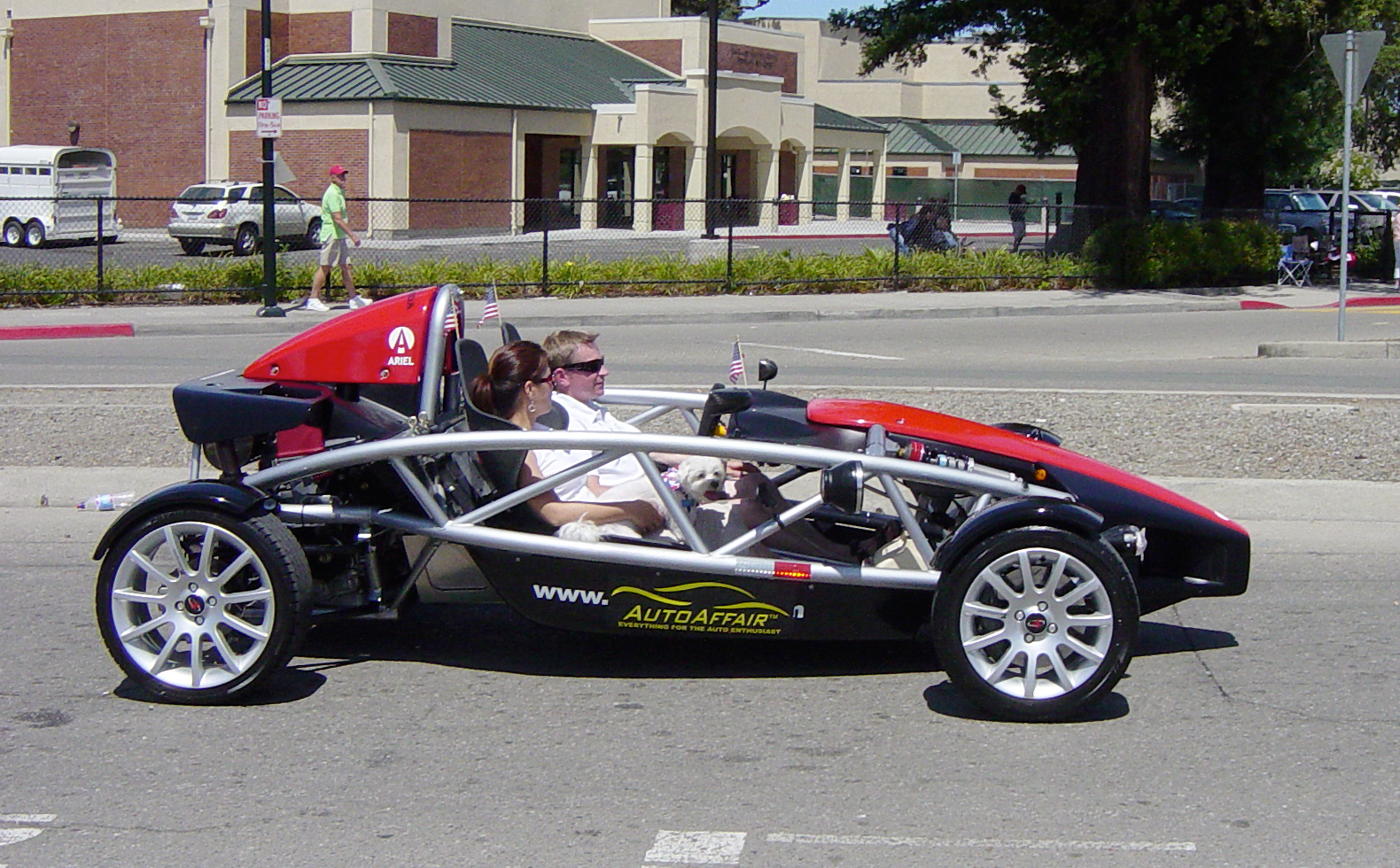
Ariel Atom

Ariel is een autofabrikant uit Crewkerne, Somerset in Engeland.
Ariel Ltd., zoals het bedrijf voluit heet, moet niet worden verward met de in 1898 opgerichte fabrikant van auto's en motorfietsen, Ariel, een bedrijf dat in 1970 gestopt is met zijn werkzaamheden wegens faillissement. Ariel is voortgekomen uit het bedrijf Solocrest Limited dat in 1991 is opgericht. In 2001 veranderde de onderneming haar naam in Ariel.
Ariel is een van de kleinste autofabrikanten van Groot-Brittannië. De zeven werknemers zetten samen minder dan honderd auto's per jaar in elkaar. De enige auto die het bedrijf maakt is de Ariel Atom, een sportwagen die over een exoskelet beschikt. Hij weegt slechts 520 kilo en heeft een vermogen van 230 pk. De Ariel accelereert van 0 tot 100 kmh in 2,7 seconden.